# 水素結合結晶
水素結合結晶（）とは、結晶のうち、分子同士の親和力として主に水素結合を利用して形成されているもののこと。水素結合性結晶とも呼ばれる。もっとも身近で代表的な水素結合結晶は氷である。
通常の水素結合はファン・デル・ワールス力よりも強いため、同程度の分子量の化合物で比べた場合、水素結合結晶のほうがファンデルワールス結晶よりも格子エネルギーが大きい、すなわち融点が高いことが多い。例えば近い分子量を持つ、メタン (CH4、分子量 16.04) と水 (H2O、分子量 18.02) について、融点はメタンが −162 ℃、水が 0 ℃と、水の結晶のほうがより高い温度まで安定に存在する。これは、メタンの結晶が分子性結晶であり分子間にはたらく親和力が比較的弱いのに対し、水の結晶（= 氷）は水素結合結晶でありその中で水分子同士がより強く結びついているためである。
1970年代を端緒とする結晶工学 (crystal engineering) の分野では、さまざまな高次構造、機能を持つ結晶を作るための技術開発が行われている。その中において水素結合は、結晶の材料となる有機分子を必要な位置に必要な向きで配列させて多彩な水素結合結晶を得る上で、重要な親和力として利用されている。